# Robert Lowell
Robert Traill Spence IV Lowell (Boston, 1º marzo 1917 – New York, 12 settembre 1977) è stato un poeta statunitense, considerato il fondatore della poesia confessionale.
Due volte vincitore del Premio Pulitzer per la poesia, è stato designato come sesto poeta laureato in poesia dalla Biblioteca del Congresso nel 1946 e Consultant in Poetry presso la medesima biblioteca dal 1947 al 1948.
Le collezioni di poesie di Lowell sono state edite da Frank Bidart e David Gewanter, e pubblicate nel 2003. Le lettere del poeta, edite da Saskia Hamilton, sono state stampate nel 2005. Queste pubblicazioni hanno contribuito a rinnovare l'interesse verso Lowell.

## Biografia
Nasce a Boston, Massachusetts, in una famiglia di "Bramini di Boston", che ha dato i natali anche ai poeti Amy Lowell e James Russell Lowell. La madre, Charlotte Winslow, è una discendente di William Samuel Johnson, uno dei firmatari della Costituzione degli Stati Uniti d'America. Frequenta la St. Mark's School, una scuola prestigiosa a Southborough, sempre in Massachusetts, poi Harvard per due anni. Successivamente si trasferisce al Kenyon College di Gambier, Ohio, per studiare con John Crowe Ransom.
Si converte dall'Episcopalismo al Cattolicesimo: l'influenza della conversione si riscontra nei suoi primi due libri Land of Unlikeness (1944) e Lord Weary's Castle (1946). Alla fine degli anni quaranta lascia la Chiesa cattolica. Nel 1950 è incluso nell'antologia Mid-Century American Poets (Poeti americani di metà secolo) come uno dei personaggi letterari chiave della sua generazione, insieme a Muriel Rukeyser, Karl Shapiro, Elizabeth Bishop, Theodore Roethke, Randall Jarrell e John Ciardi, tutti poeti emersi negli anni quaranta. Nello stesso anno insegna nell'Iowa Writers Workshop presso l'Università dell'Iowa.
Lowell è un obiettore di coscienza durante la seconda guerra mondiale e sconta diversi mesi nella prigione federale di Danbury, Connecticut. Scrive di questa sua esperienza nella sua poesia Memories of West Street and Lepke, dal suo libro Life Studies. Nel 1949 è coinvolto nella diffusione della Paura rossa portata avanti dalla Yaddo. Quando la direttrice della Yaddo, Elizabeth Ames, è interrogata insieme alla scrittrice Agnes Smedley per una presunta attività di spionaggio a favore dell'Unione Sovietica, Lowell cerca di prenderne il posto.
Durante gli anni sessanta è attivo per i diritti civili e si oppone al coinvolgimento degli Stati Uniti nella guerra del Vietnam. La sua partecipazione a una marcia pacifista nell'ottobre 1967 a Washington e il suo conseguente arresto sono descritti nella prima sezione di The Armies of the Night di Norman Mailer.
Lowell soffre di alcolismo e di psicosi maniaco-depressiva, e subisce periodici ricoveri. Trascorre buona parte dei suoi ultimi anni in Inghilterra. Muore nel 1977 di infarto, mentre su un taxi a New York sta andando a trovare l'ex moglie Elizabeth Hardwick. La sua salma è tumulata presso il cimitero di Stark, vicino al comune di Dunbarton, nel New Hampshire.

### Vita privata
Dal 1940 al 1948 è sposato con la romanziera Jean Stafford. Nel 1949 sposa la scrittrice Elizabeth Hardwick, dalla quale si separa nel 1970, per iniziare una relazione con l'autrice inglese Lady Caroline Blackwood.

## Attività letteraria
Nel 1946 raggiunge un ampio successo con la raccolta Lord Weary's Castle, che include dieci poesie leggermente rielaborate rispetto al precedente Land of Unlikeness, e trenta nuove composizioni. Tra i volumi più conosciuti figurano Mr Edwards and the Spider e The Quaker Graveyard in Nantucket. I primi scritti di Lowell sono formali, elaborati e trattano temi quali la violenza e la teologia. Un tipico esempio è la conclusione di The Quaker Graveyard in Nantucket: 
(da: The Quaker Graveyard in Nantucket)
L'epico The Mills of the Kavanaughs, scritto nel 1951, non riscuote lo stesso consenso, al contrario di Life Studies del 1959. Le poesie ivi pubblicate sono composte con un mix di versi liberi e metrici, con un linguaggio più informale rispetto ai suoi due libri precedenti. L'opera segna una svolta decisiva per la sua carriera e per la poesia statunitense in generale. Poiché molti componimenti sono autobiografici e includono dettagli della vita familiare dei Lowell e dei suoi problemi personali, il critico letterario M.L. Rosenthal definì il libro come "confessionale". Nel bene e nel male questa etichetta è per Lowell un limite. Il suo editore e amico, Frank Bidart scrive nella sua postfazione alla Collezione di Poesie del poeta: «Lowell è ampiamente, forse indelebilmente associato al termine "confessionale"».
A Life Studies segue Imitations, un volume di libere traduzioni di poeti europei classici e moderni, quali Rilke, Montale, Baudelaire, Pasternak e Rimbaud, per le quali riceve nel 1962 il premio Bollingen Poetry Translation. Anche il successivo libro For the Union Dead del 1964 è ampiamente apprezzato, in particolare per il titolo, che invoca Ode to the Confederate Dead di Allen Tate. Due anni dopo scrive Near the Ocean, in cui torna a comporre in metrica, mentre la seconda parte del libro è ancora dedicata a libere traduzioni di versi di Dante, Giovenale e Orazio. La poesia più conosciuta del volume è Waking Early Sunday Morning, composta in strofe di otto linee "prese in prestito" da Andrew Marvell e dalla sua Upon Appleton House, che mostra l'esordio politico del lavoro del poeta.
Tra il 1967 e il 1968 sperimenta il verso giornaliero, poesie pubblicate col titolo di Notebook: si tratta di poesie di quattordici linee, sul modello del sonetto, rielaborate in tre volumi. L'opera non segue un percorso lineare o logico: prevale il tema della storia generale dall'antichità alla metà del XX secolo, framezzata da poesie su amici, familiari e contemporanei. For Lizzie and Harriet descrive la fine del suo secondo matrimonio, mentre alcune poesie dovrebbero "dar voce" a sua figlia Harriet e alla sua seconda moglie Elizabeth.
The Dolphin (in Italia pubblicato con il titolo de Il delfino e altre poesie) contiene una sequenza di sonetti, che includono composizioni su sua figlia, la sua ex moglie e la sua ultima sposa, Caroline Blackwood, che soprannomina affettuosamente "delfino". L'opera si attira le forti critiche dei suoi amici e dei suoi colleghi poeti, tra cui Adrienne Rich ed Elizabeth Bishop, per l'utilizzo e l'alterazione delle lettere private della sua ex moglie Elizabeth Hardwick.
Pubblica il suo ultimo volume di poesie Day by Day (Giorno per giorno nell'edizione italiana) nel 1977, anno della sua morte. È l'unico scritto di Lowell a contenere versi sciolti liberi ed è "dedicato" ai suoi fan, che erano rimasti insoddisfatti dai sonetti piuttosto irregolari che l'autore ha riscritto e riassemblato in un volume dal 1967. Day by Day segnò un ritorno alla forma.

## Opere
- Land of Unlikeness (1944)
- Lord Weary's Castle (1946)
- The Mills of The Kavanaughs (1951)
- Life Studies (1959)
- Phaedra (1961)
- Imitations (1961)
- For the Union Dead (1964)
- The Old Glory (1965)
- Near the Ocean (1967)
- The Voyage & other versions of poems of Baudelaire (1969)
- Prometheus Bound (1969)
- Notebook (1969) (un'edizione revisionata ed ampliata è uscita nel 1970)
- For Lizzie and Harriet (1973)
- History (1973)
- The Dolphin (1973)
- Selected Poems (1976) (un'edizione revisionata è uscita nel 1977)
- Day by Day (1977)
- The Oresteia of Aeschylus (1978)
- Collected Poems (2003)
- Selected Poems (2006) (edizione ampliata)
- Words in Air: The Complete Correspondence Between Elizabeth Bishop and Robert Lowell, edito da Thomas Travisano, scritto con la collaborazione di Saskia Hamilton (Farrar, Strauss & Giroux, 2008)

### Opere pubblicate in Italia
- Prometeo incatenato, titolo originale Prometheus Bound , Einaudi - 1997
- Il delfino e altre poesie, titolo originale The Dolphin, Arnoldo Mondadori Editore - 2000
- Giorno per giorno, titolo originale Day by Day, Mondadori - 2001
- Poesie 1940-1970, con testo originale a fronte Guanda - 2001
- Poesie 1940-1970, Guanda - 2003

## Premi
- Nel 1947 il poeta riceve il Premio Pulitzer per la poesia per Lord Weary's Castle[7][8].
- Nel 1974 vince nuovamente il Premio Pulitzer per la poesia per Il delfino e altre poesie.[9]